# 12 décembre 2004
Le dimanche 12 décembre 2004 est le 347e jour de l'année 2004.

## Décès
- Antonio Paredes Candia (né le 10 juillet 1924), écrivain, poète et historien bolivien
- Bernie Lansky (né le 24 novembre 1924), auteur de bande dessinée et dessinateur de presse américain
- Fabian O'Dea (né le 20 janvier 1918), avocat canadien
- Herbert Dreilich (né le 5 décembre 1942), chanteur de rock allemand
- Joseph Beyrle (né le 25 août 1923), militaire américain

## Événements
- Taïwan : l'alliance d'opposition réalise la majorité dans l'élection législative, recueillant au moins 114 des 225 sièges. La régissante partie et ses alliés gagnent 101 sièges.
- Paris, France : mise en service de la ligne Grande ceinture Ouest, tronçon de 10 km entre Saint-Germain-Grande-Ceinture et Noisy-le-Roi de la ligne de Grande Ceinture de Paris fermé au trafic de voyageurs depuis 1936. C'est un des premiers tronçons de la Grande Ceinture à être remis en service pour faciliter les liaisons de transport en commun de banlieue à banlieue.
- Portugal : le Premier ministre portugais, Pedro Santana Lopes, a remis sa démission et celle de son gouvernement, à la suite de la dissolution de l'Assemblée législative par le président Jorge Sampaio. Lui et son gouvernement resteront en place jusqu'à la tenue d'élections législatives anticipées.
- Découverte des astéroïdes (120349) Kalas, (167748) Markkelly, (230965) 2004 XA192
- Découverte des lunes Ægir, Bebhionn, Bergelmir, Farbauti, Fornjot, Hati, Hyrrokkin, S/2004 S 7, S/2004 S 12, S/2004 S 13
- Sortie des jeux vidéo Armored Core: Formula Front, Lumines, Ridge Racer
- Championnats d'Europe de cross-country 2004
- Soirée catch : A Night of Appreciation for Sabu
- Sortie des films Citizen Dog, Fat Albert
- Sortie de la PSP
- Création de RUR-PLE
- Création du service ferroviaire suburbain de Milan